# Histoire de Haro
L’histoire de Haro dans La Rioja (Espagne) peut se diviser en quatre phases. La première étape dans laquelle la localité grandit lentement avec une population provenant principalement de petits noyaux proches, successivement sous la seigneurie des Haro, des rois de Castille et des comtes d'Alburquerque. Une seconde étape comme comté des Velasco, sous les ordres duquel on modernise la ville. Une troisième étape au début de l'époque contemporaine, marquée par les guerres d'indépendance et les guerres carlistes. Une quatrième où la ville gagne en importance et prospérité, en se basant sur l'élan viticole donné par les Français après la crise du phylloxéra.

## Moyen Âge

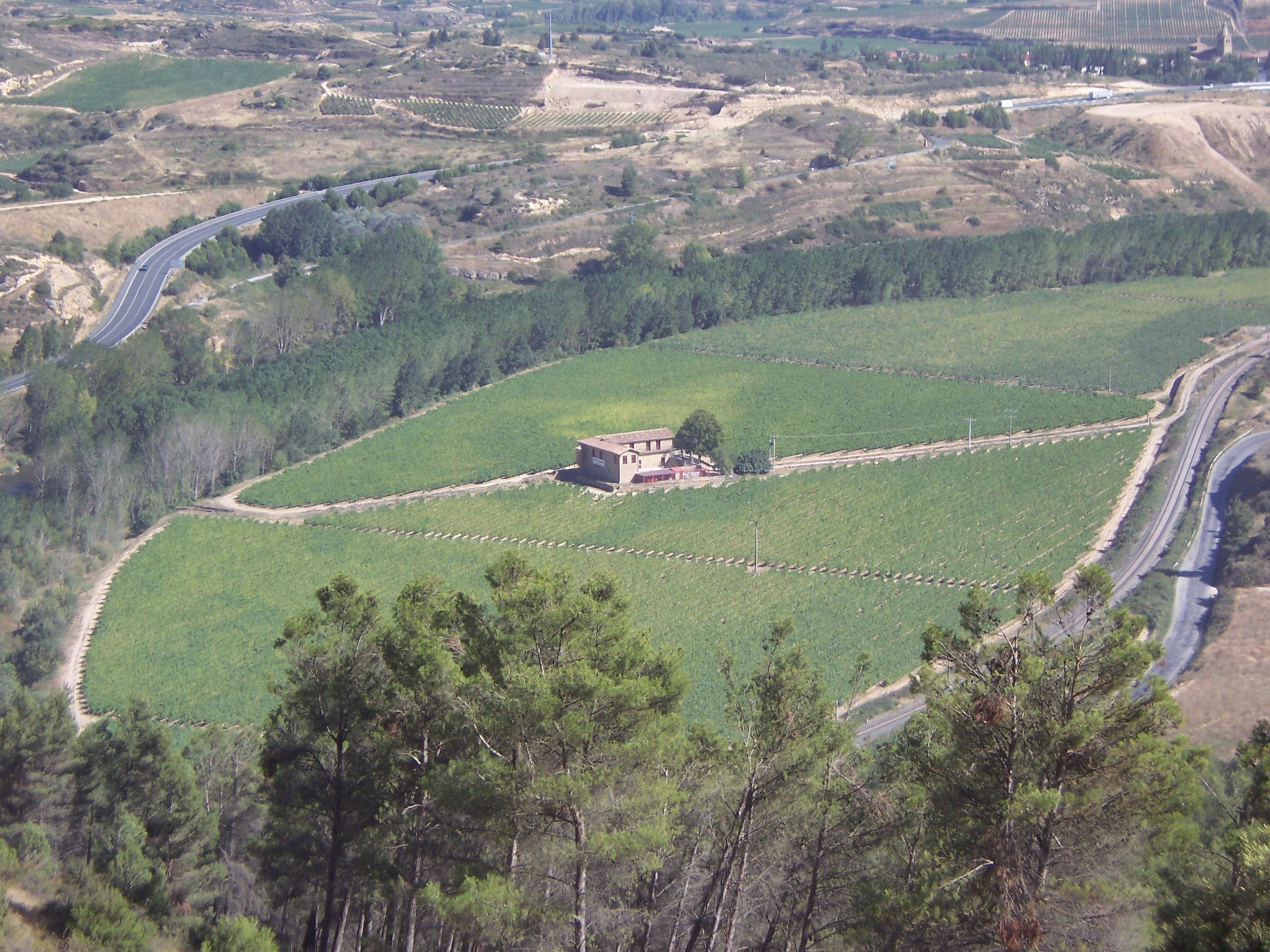
Viña Paceta - Ancienne situation de la villa de Bilibio

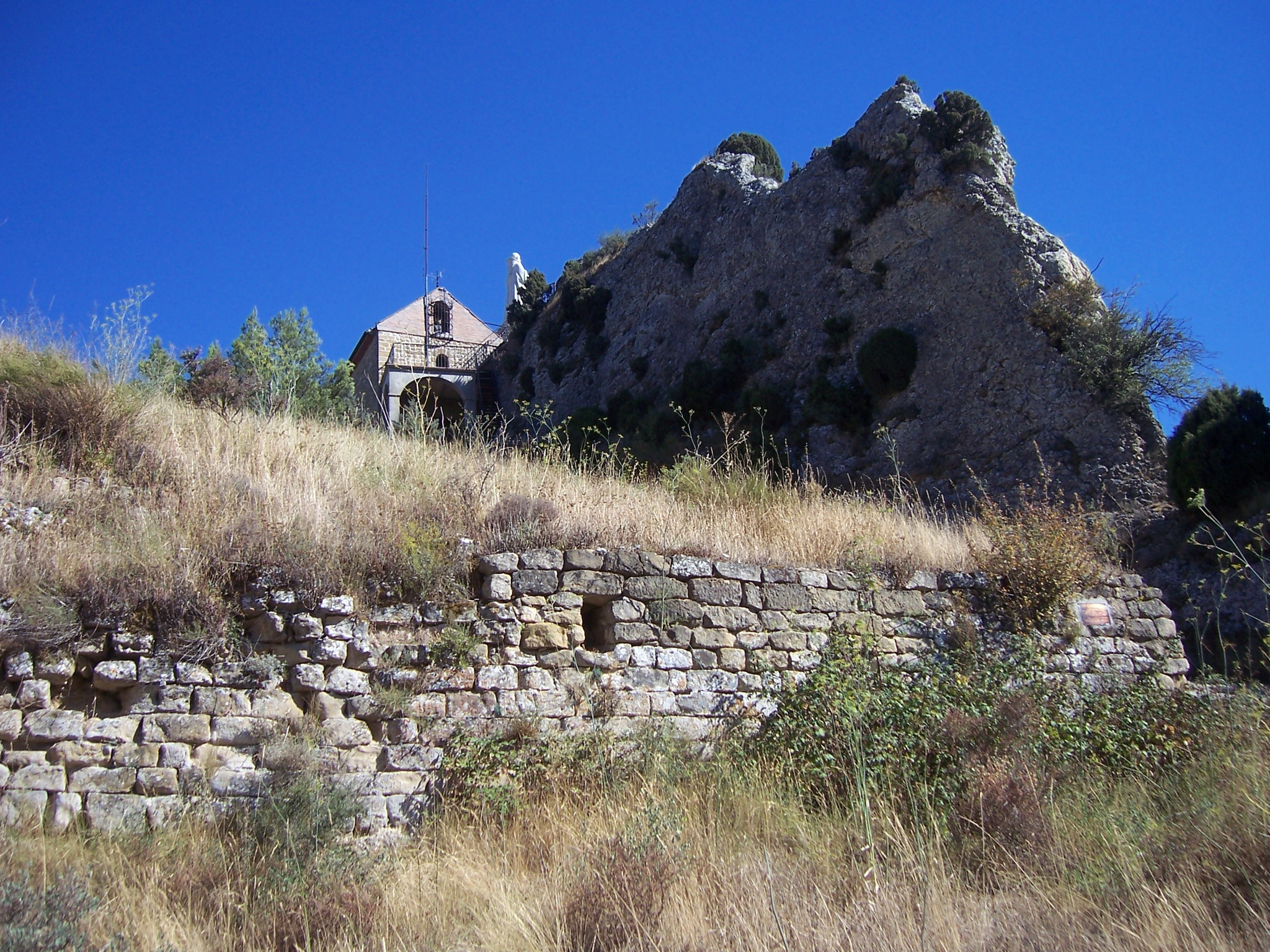
Mur de l'ancien château sur un rocher escarpé de Bilibio

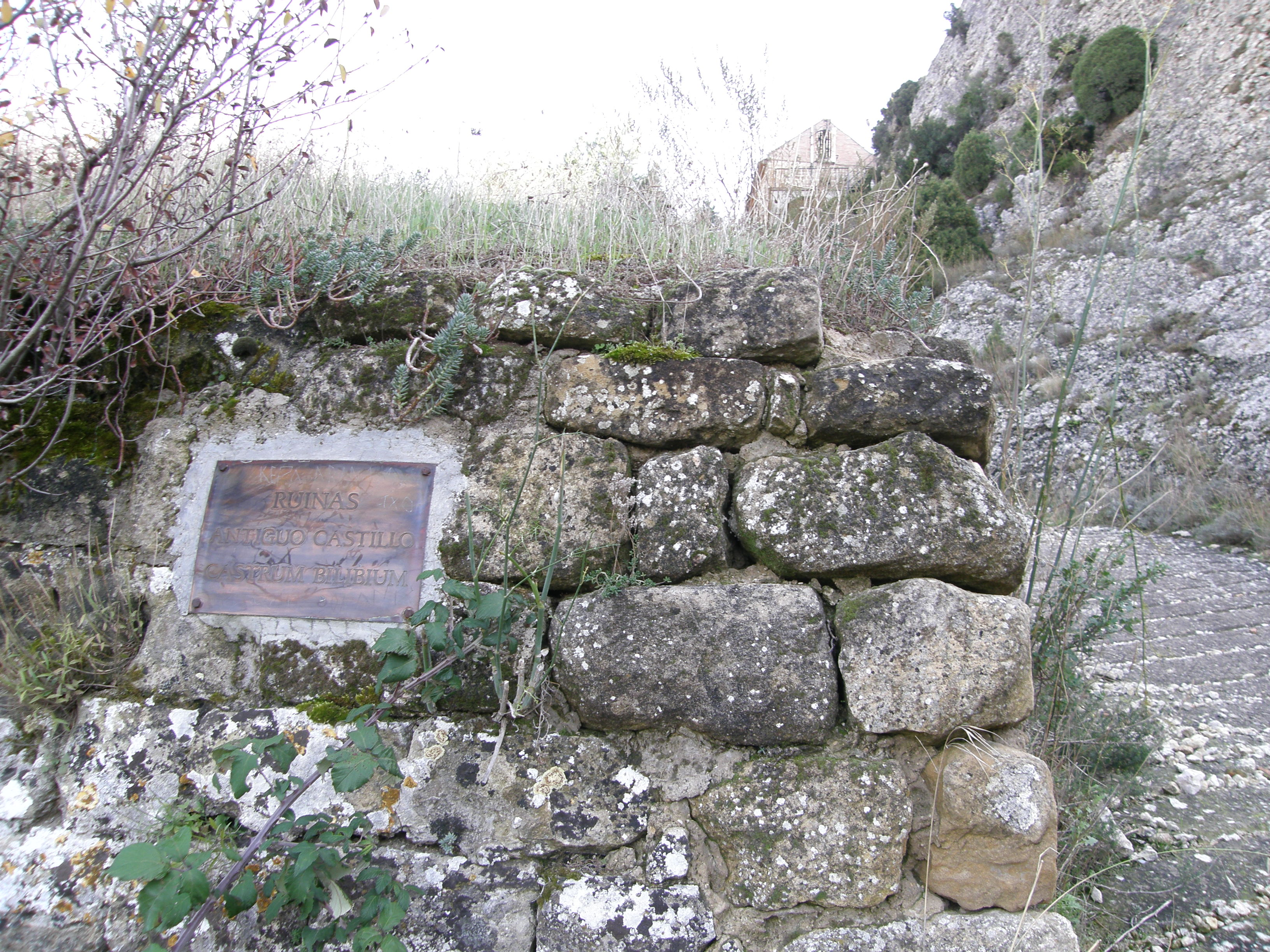
Ruines de l'ancien château de Bilibio sur un rocher escarpé.

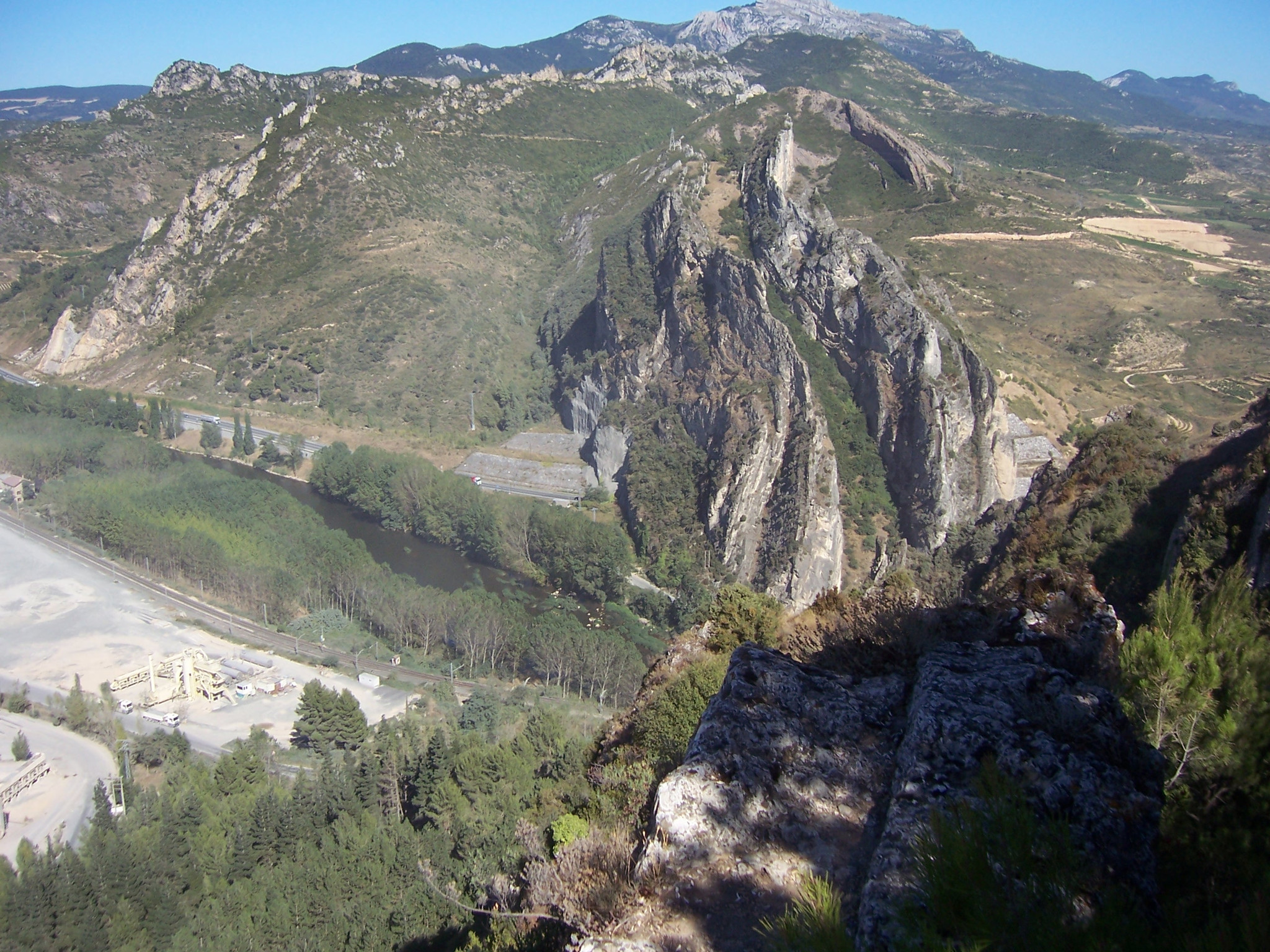
Conchas de Haro depuis un rocher escarpé de Bilibio

### Premiers habitants
Il n'y a aucun indice d'habitants dans la zone pendant l'âge du bronze. Par contre on sait que Castro Bilibio a été habité à l'âge de fer. Dans la colline du Château on a trouvé une petite sphère ou bille et une hache Ex-voto avec le fil sous forme de gouge effectuée sur fibrolita. Dans la colline de Santo Domingo a existé un établissement d'un groupe, d'une population de cette époque.
La zone a été peuplée par les Berones qui formera de petits noyaux de population.
Pendant la romanisation de la péninsule, on a la certitude de l'existence de plusieurs vicos, comme celui de la colline de Santa Lucía, où on a trouvé plusieurs monnaies romaines (parmi celles-ci, une appartenant à la colonie française de Vienne et une autre de Calagurris, gentilé de Calahorra), céramique et des restes d'un cimetière, ce pourquoi Domingo Hergueta suppose qu'il aurait été le lieu de campement des légions X et XXII, ou celui de Bilibio, pour défendre la voie romaine des invasions cantabres,.
Il a existé plusieurs noyaux de population, comme Bilibio, Tondón et Atamauri, le premier étant le plus important d'entre eux. Il était situé dans la rive droite de l'Ebre, dans les flancs des Monts Obarenes. Là, au Ve siècle naîtra Felices actuellement le Saint patron de Haro. (Alfonso Verde) (Alfonso)
Vers le Xe siècle, les habitants de Bilibio ont construit une « tour de feu » ou phare sur l'actuelle colline la Mota ou d'Atalaya afin de baliser l'embouchure de la rivière Tirón dans l'Ebre, puisque cette zone était navigable. Différentes calamités se sont produites dans la zone de Bilibio qui ont poussé les habitants à se déplacer vers un lieu plus sûr. C'est ainsi qu'est née la bourgade connue comme Pharo dans les flancs de la colline du phare.

### Premiers documents
Selon Felipe Abad Leon (chroniqueur de La Rioja) le départ de baptême de Haro serait une histoire sur une confrontation produite en l'an 816 entre la razzia du caudillo arabe Abd al-Karim et l'armée du roi astur, dans la ville de Wadim Arum, que le caudillo avait en propriété.
La première allusion à Haro comme Faro date du 28 mai 1040, dans un document du roi navarrais García Sánchez III de Navarre de Nájera dans lequel faisait don à son conjoint Stéphanie de Foix, au moyen de la lettre d'arrhes, "de cum Bilibio Faro et cum sua pertinence". Selon ce document il semble que Haro était encore soumis à Bilibio.
C'est le premier document de 1063 où on cite la présence de juifs à la ville et elle appartient à une donation de Sanche Garcés IV de Navarre à l'évêque d'Alava Don Nuño, où il rendait l'héritage du juif Marlahim, situé sur le territoire du Viano. De même, dans une écriture est citée l'église "de Sainte María d'Abeka" (actuelle église de La Vega). Comme celle-ci avait déjà des propriétés et était une paroisse, il faut supposer que l'arrivée de la statue de la Vierge de La Vega à la ville, était assez antérieure, quelques années après la conquête de 923.
D'autres écritures de l'époque citent des lieux proches à Faro. Motulleri en 1062, Tondon en 1072, Faro de nouveau en 1075. On cite aussi Jimileo, Zaballa, ce qui paraît indiquer l'existence de multiples fermes dispersées dans toute la vallée de l'Oja-Tirón, beaucoup parmi eux ont aujourd'hui disparus. l'actuelle zone de la Tour de guet (Atalaya est aussi une zone de guet sur la terre pour les basques afin de repérer les baleines qui longent les côtes) congrégation d'une petite population chrétienne, tandis que dans la zone de la Vallée il existait peuplé morisco avec quelques chrétiens avec le sanctuaire.

### Seigneurie des Lopez de Haro
En l'an 923 Sanche Garcés I de Pampelune reconquiert aux musulmans une grande partie de l'actuel territoire riojan, raison pour laquelle les noyaux de population existants dans la zone de Haro feront partie du Royaume de Navarre.
En 1076 les rois Sanche Garcés IV de Navarre est assassiné, après quoi la Biscaye, l'Alava et La Rioja reconnaitront Alphonse VI de Castille comme roi. Celui-ci en 1093 fera don de la ville Haro à Diego Lopez I de Haro, seigneur de Biscaye, en incorporant le toponyme de la ville à son nom de famille, probablement pour remercier la faveur royale (non par l'importance du petit territoire, en comparaison avec sa possession en Pays basque). Depuis lors, la famille sera connue sous ce nom. Il a peuplé la ville de Haro et a érigé un château sans que l'on connaisse sa situation précise.
En 1109, Alphonse VI décède, en laissant les royaumes de Castille et León à sa fille Urraca, veuve depuis deux ans, raison pour laquelle le Royaume de Galice devait passer aux mains de son fils Alphonse alors âgé de seize ans. Les nobles  castillans et de Léon ont imposé à la reine un nouveau mariage. Avant la fin de l'année, celle-ci a contracté mariage avec Alphonse Ier d'Aragon, celui qui a décidé de ne pas céder le royaume de la Galice à son gendre, ce qui a provoqué des conflits.
Diego est toujours resté encore fidèle à Urraca, à des époques où celle-ci en désunion avec son conjoint, l'aidait dans les luttes contre lui, raison pour laquelle en 1110 celle-ci l'a réaffirmé dans la seigneurie. En 1111, Alphonse Ier envahit La Rioja, en assiégeant Diego López à Haro en 1116, le roi indiquant qu'il était dans un nouveau château ante Farum, bien qu'il semble ne pas réussir à prendre la ville pour arriver à un accord. Des nobles aragonais prirent probablement le contrôle de la ville, qui ne retournera plus aux mains des Lopez de Haro jusqu'en 1134.
En 1124 la ville continue de s'appeler Faro. Cette année décède Diego, et son fils, Lope Diaz I de Haro héritera de la seigneurie, lequel ne pourra pas exercer car occupé par des Aragonais. Celui-ci a continué d'être fidèle à Urraca, qui décède en 1126. Le fils de celle-ci, en réclamant de nouveau le royaume de Castille, attaque plusieurs forteresses qui se trouvaient aux mains des Aragonais, continuant les luttes jusqu'au décès d'Alphonse Ier en 1134, moment où, n'ayant pas laissé de descendance, on divisera le royaume. Les Riojans, aidés par plusieurs seigneurs, parmi lesquels on trouvait Lope Diaz, s'approprient de La Rioja pour le restituer à Alphonse VII et en reconnaissance le roi lui livrera le titre de comte et le confirmera dans la seigneurie qu'ils lui avaient arraché. En 1135 García Ramírez de Navarre tente une appropriation de La Rioja, sans l'obtenir.
Alphonse VII meurt en 1157 et succède dans le royaume de Castille Sanche Le désiré, qui meurt un an après seulement, déclenchant une nouvelle guerre avec la Navarre et où, selon l'historien Domingo Hergueta, le château construit par Diego Lopez I de Haro sera détruit en 1160.
Alfonso VIII régnait depuis 1159 en étant mineur, raison pour laquelle plusieurs familles nobles ont contesté la régence impliquant une période de guerres civiles que laissera La Rioja répartie entre la Castille et la Navarre. La ville restera ainsi en 1162 aux mains de Sanche VI de Navarre jusqu'à ce qu'elle soit récupérée par Alphonse VII en 1176.

### Ville du roi et For (fuero)
En 1170 après le décès de Lope Diaz I de Haro, Hergueta dit que la seigneurie de Haro a été donné en dot à la reine Aliénor d'Angleterre en se mariant avec Alphonse VIII de Castille. les rois étant intéressés par la comarque (probablement pour les litiges qu'il y avait dans des zones proches avec la Navarre). En 1182, Alphonse visite Haro et lui accorde le for (juridiction) le 15 mai 1187, obtenue par l'intermédiaire de Diego Lopez II de Haro, fils de Lope, et qui sera confirmé et traduit en castillan en 1254 par Alphonse X le Savant. Alphonse VIII a aussi accordé une juridiction spécifique aux nombreux juifs de l'aljama jarrera.

### Seigneurie aux mains des Haro (intermittence)

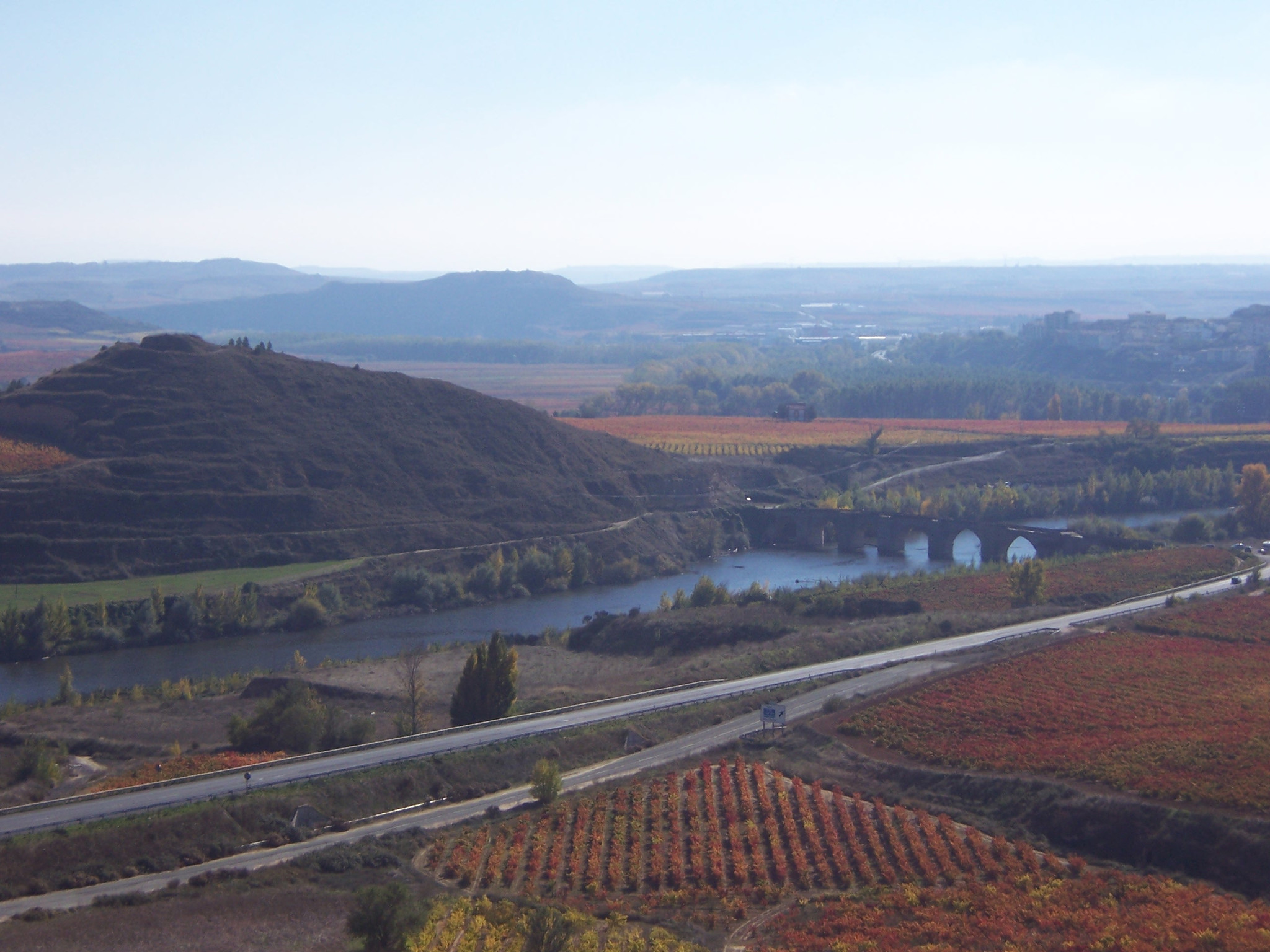
Environs du pont de Briñas sur l'Èbre, construit avant 1288

Lope Diaz II de Haro récupérera la possession de la ville de Haro, grâce à l'appui de Ferdinand III de Castille pour qu'il soit renforcé dans le trône. Pendant le règne de Ferdinand III, on a été accordé aux habitants de Haro qui ne payeraient pas depéage ni d'amendement, sauf à Séville, Tolède et Murcie. Après le décès de Lope en 1236, son fils Diego Lopez III de Haro lui succédera auquel Alphonse X Le Savant lui retirera ses possessions dans La Rioja, raison pour laquelle, plus tard et étant donné ses différences, se mettra sous les ordres du roi de Navarre, qui mourra en 1254. Son fils Lope Diaz III de Haro était mineur et a continué à soutenir la Navarre, mais avec le temps il a dû améliorer les relations avec Alphonse, puisque celui-ci lui a confirmé ses privilèges sur Haro.
En 1275 mourait Ferdinand de la Cerda, fils aîné d'Alphonse X. Alors le fils et le frère du décédé, Alphonse de La Cerda et Sanche, on a commencé à contester la succession du royaume de Castille. Lope a décidé de soutenir Sanche, qui au début avait aussi l'appui d'Alphonse X, mais en 1282 celui-ci a commencé à soutenir son petit-fils, privant Lope de la seigneurie de Haro, en faveur de l'infant Jaime, qui mourra en 1283 à dix-huit ans. Il est probable qu'il n'arrive pas à prendre une possession.
Alphonse X décédant le 4 avril 1284, Sanche a été nommé roi de Castille. Celui-ci était mariée avec María de Molina, sœur de la femme de Don Lope III Diaz, le seigneur de Biscaye était donc son le beau-frère du roi Don Sanche. Ceci a donné à Lope un grand pouvoir, en la nommant entre autres Majordome Royal, avec le remboursement de Haro et du gouvernement de toute la région, depuis Burgos à la Cantabrie.
Avant 1288 on avait construit le pont de Briñas, puisqu'il existe un greffe où on parle du revenu fixé par Sanche IV aux produits qui passeraient par ce pont.
La ambition démesurée de Lope soulève des protestations d'autres nobles. Sanche IV l'a convoqué le 8 juin 1288 à Alfaro et après un conflit et à la suite d'une dispute sera assassiné par la garde royale. Haro est resté fidèle à la famille du défunt, ce pourquoi les troupes royales ont été encerclées deux mois, en devant la prendre par la force, assaillirent le Château, en le pillant et le détruisant. Durant le siège de la ville, il convoque les Cortès à un endroit de Villabona, auxquelles sont principalement allés les avocats non nobles, en promulguant nombreuses lois de contenu social, dont un moratoire et une amnistie presque générale,, la ville a été rebaptisée Villabona, nom qui restera jusqu'en 1296.

### Ville du domaine royal

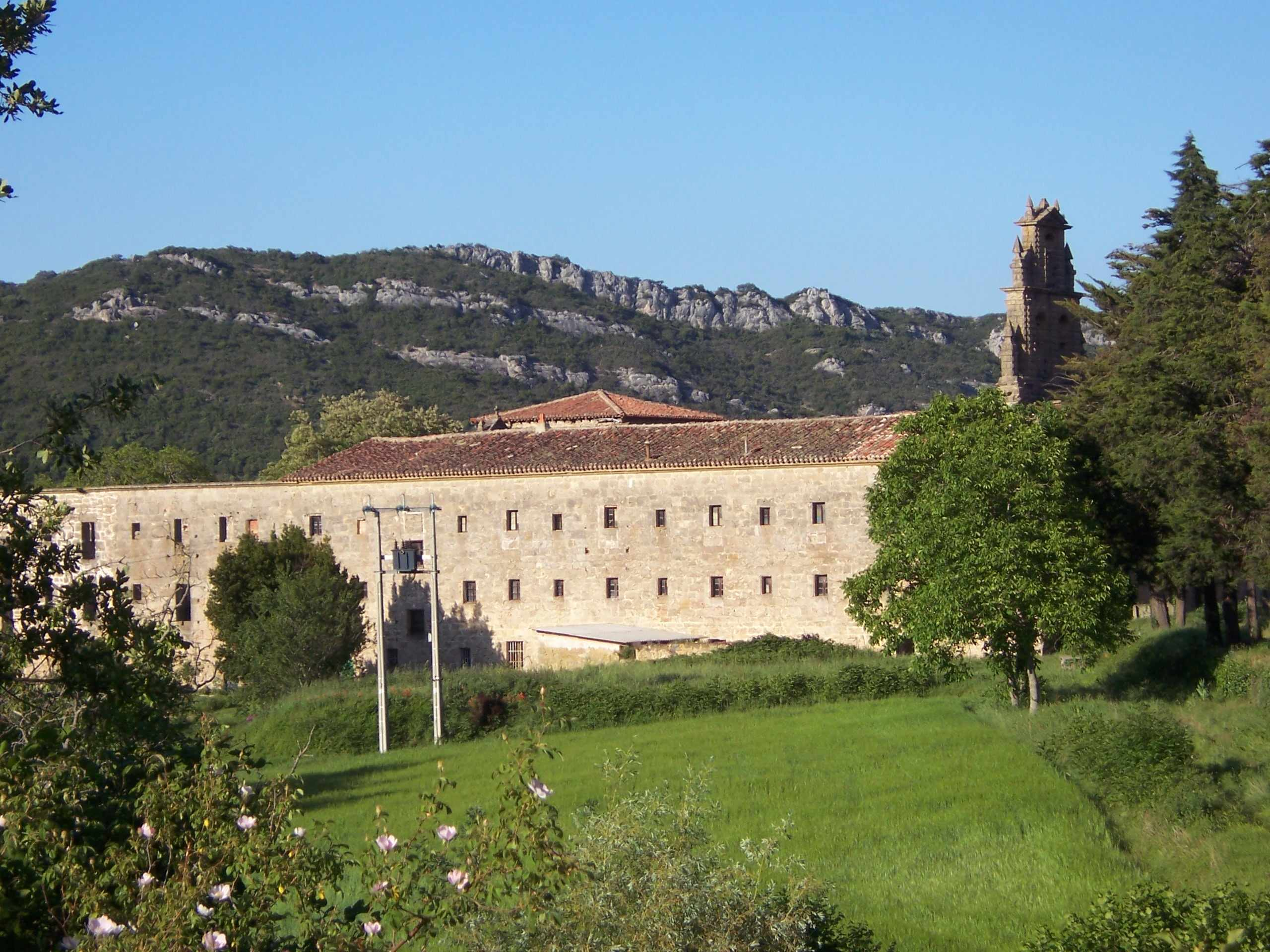
Édifice principal du Monastère de Herrera litige de Haro pour des questions de lindes.

Après avoir pris la ville, Sanche IV l'a faite par villa de la Couronne de Castille avec droit d'avoir des députés aux Cortes (privilège qu'elle a conservé jusqu'à la fin du XIVe siècle), ce pourquoi le conseil acquérait de l'importance. Sancho et Diego Lopez IV de Haro, fils de Lope III, ont eu beaucoup de conflits, qu'ils ont pu saupoudrer à Haro sans causer des dommages.
La judería de Haro en 1290 était celle qui payait davantage d'impôts à l'évêché.
À cette époque, la ville a maintenu des litiges avec le monastère de Herrera pour des raisons imprécises de limites qu'à leur tour avait mises Alphonse VIII en faisant don des terrains au monastère.
Sancho IV décédait en 1295, lui succédant le mineur Ferdinand IV de Castille qui était encore seigneur de Haro. Celui-ci a accordé une lettre de privilège à la villa pour favoriser sa foire. Ferdinand mourra en 1312 et Alphonse XI n'aura régné qu'une année seulement, donnant lieu à une période chaotique, par laquelle beaucoup de gens de La Rioja ont émigré en Aragon et en Navarre pour éviter les dangers et la mort.
Vers 1326 le conseil de Haro a acheté Briñas, Gimileo, Cuzcurrita et Atamauri, ce qui indique une bonne administration, qui parvenait à réunir de l'argent avec les recettes des montagnes et le bétail. qu'à cette époque a existé à la villa une confrérie de "ballesteros".

### La seigneurie passe aux fils de Sanche IV
En 1334 le roi a fait récemment seigneur de Haro son fils né Fadrique Alfonso, en mettant Gonzalo de la Vega comme majordome.
En 1336 Haro et les villages des alentours qui produisaient du vin, ont obtenu entretemps un ordre interdisant l'importation de vins du royaume de Navarre il y aurait dans ces terres des stocks invendus.
Le 6 mars 1338 les conseils achètent des propriétés à Anguciana, Naharruri (actuelle Casalarreina) et Goreka. Quelque temps plus tard on a effectué une concorde avec le conseil de Zarratón.
Une nouvelle menace musulmane dirigée par les Mérinides s'étendait par le sud de la péninsule et guettait la Castille, ce qui a fait que les nobles oublient leurs différends avec le roi et que les rois d'Aragon, de Navarre et du Portugal soutiennent la Castille. Les compagnies de gens d'armes de Haro, envoyées par Gonzalo de la Vega, ont rassemblé une vaste armée qui s'est formée pour aller à la bataille de Tarifa le 30 octobre 1340, trouvant parmi les troupes d'avant-garde et on suppose qu'ils ont obtenu une partie de l'énorme butin résultant de la victoire. En 1342 les soldats de Haro ont combattu à nouveau dans l'emplacement d'Algésiras.
En 1342 le roi a nommé son fils Fadrique maître de l'ordre de Santiago, en laissant la seigneurie de Haro à Fernando, un autre de ses fils. Sous la seigneurie de celui-ci, a eu lieu une concorde avec Briones le 6 mars 1346 et a eu lieu un procès pour des possessions situées à Cuzcurritilla qui a été résolu le 19 septembre de 1347.

### La seigneurie passe aux fils de PedroEl Cruel
Alphonse XI décède en 1350, et lui succède son fils Pierre Ier le Cruel. Son règne a été une lutte constante face à ses frères et les nobles. Il enlève à son frère Fadrique la seigneurie de Haro, le donnant à son fils ainé Alphonse et plus trad à Ferdinand, également son fils. Son règne a favorisé la ville, en ratifiant en 1351 plusieurs privilèges parmi lesquels on trouvait l'exonération de péages aux habitants et le dominion sur Cuzcurritilla.
Comme les temps étaient retournés, le 6 août 1358 l'assemblée des principaux villages proches s'est réunie à Haro : Vitoria, Logroño, Nájera, Santo-Dominguo de la Calzada, Miranda de Ebro, Treviño, Briones, Davalillo, Labastida, Salinillas de Buradón, Portillo, Salinas de Añana, La Puebla de Arganzón, Peñacerrada et Santa Cruz de Campezo, pour être uni et être aidé contre les malfaiteurs ou puissants, en formant les Décrets,,.
En 1356 a commencé la guerre des Deux Pierre entre la Castille et l'Aragon. En 1360 les frères de Pierre Ier et les Aragonais ont envahi La Rioja, prenant Haro et avançant jusqu'à près de Briviesca. On a dû causer de grands dommages à la ville et ont tué beaucoup de juifs, finissant une vague de grande prospérité. Pierre Ier est sorti de Burgos à sa rencontre, en mettant en échec son frère Henri de Trastámara près d'Azofra, celui-ci devant s'enfuir en Aragon. En 1366 Henri a envahi de nouveau La Rioja, en accordant la seigneurie de Haro à son frère Sanche, comte d'Alburquerque. le 3 avril 1367 il devra s'enfuir de nouveau de La Rioja, après avoir été mis en échec dans la bataille de Nájera. En 1369, Henri a fait face de nouveau à son frère, en le tuant dans les domaines de Montiel.

### La seigneurie passe aux comtes d'Alburquerque
Henri sera alors roi de Castille. Il a confirmé en 1371 son frère Sanche dans la seigneurie, celui qui affirmerait les privilèges de la villa en 1373 et ordonnera au conseil une charge de 3 000 maravédis pour le couvent de Nájera.
En 1378 a commencé dans le chrétienté le Grand Schisme d'Occident, causé par plusieurs cardinaux qui ne se sont pas soumis selon la majorité, provoquant de grands dommages à la religion chrétienne pendant quarante années.
Henri décède en 1379, et lui succède son fils Jean Ier de Castille. Cette année on a confirmé tous les privilèges de Haro. Vers 1386 le roi accorde la seigneurie à Leonor d'Alburquerque, fille de Sanche, celui qui avait aussi eu la seigneurie et mariée avec Ferdinand Ier d'Aragon dit d'Antequera second fils du roi.
En 1387 il y a eu une concorde entre Haro et Labastida et on a renouvelé celle qu'il y avait avec Briones. En 1388 on venait de réparer l'ermitage de la Vallée.
En 1390 régnera Henri III de Castille, avec lequel suivra Leonor comme seigneur de Haro. Le roi a confirmé les privilèges de la ville deux fois, la dernière étant le 15 décembre 1393. Henri III décèdera en 1406, et lui succèdera son fils Jean II de Castille avec seulement deux ans, ce pourquoi il est sous la tutelle de Ferdinand Ier, roi d'Aragon et seigneur consort de Haro. Au décès de Ferdinand, le 2 avril 1416 il laisse dans son testament les seigneuries de Castille à Jean II d'Aragon, y compris Haro, bien que la mère de celui-ci sera toujours considérée comme seigneur de Haro, ordonnant cette même année de réparer les ponts sur l'Ebre et le retour, au conseil du montant des impôts. En 1420 Jean arrive à être seigneur effectif de Haro, sa mère le lui ayant livré.
En 1424 est passée par Haro Blanche Ire de Navarre, la femme du roi Jean Le Grand, avec son fils Charles. Ils ont été à la ville du 8 au 12 septembre, ce qui fait penser qu'à cette époque avait déjà lieu la fête de la Vierge de la Vallée.
En 1425 Jean Le Grand a été proclamé roi consort de Navarre, bien qu'il ne se chargeait pas vraiment du gouvernement de la nation. Il sera son conjoint Blanc. À l'été 1429, pour favoriser les intérêts de ses frères les infants d'Aragon, il a envahi la Castille par la vallée du Henares, raison pour laquelle il a été dépouillé de la seigneurie de Haro, Jean II de Castille mettant Pedro Fernández II de Velasco à la ville pour garder la frontière avec la Navarre, en établissant en elle 600 lances et 1 000 manœuvres (peones).
Le 26 octobre 1429 on a confirmé à nouveau les privilèges de la ville.

### Comté des Fernandez de Velasco
En 1430 on a signé la trêve entre l'Aragon et la Castille, le roi restant dans cette dernière, Jean II, comme seigneur de Haro, en compromettant de ne pas aliéner la ville,. n'a pas dû juridiquement être une promesse très claire, puisque peu ensuite dans les Cortes de Medina del Campo on faisait livraison de Haro et de Belorado à Pedro Fernández de Velasco, celui qui en mai de la même année a été fait comte de Haro.
Pedro a dicté plusieurs providences, avec lesquelles il indiquait "les surfaces minimales de terres de pain porter", en interdisant aux juifs et maures d'étendre la culture de légumes. Il recommandait aux avocats d'essayer d'éviter des procès entre leurs vassaux. Il réglait l'utilisation du bois de chauffage et pâtures. Il interdisait aux chrétiens de servir des maures ou des juifs.
En 1443 on arrivait à un accord sur les impôts personnels. Il y a eu plusieurs procès avec des localités limitrophes, parmi eux, un avec le Monastère de San Millán de la Cogolla, Casalarreina et Anguciana, sur l'utilisation des pâturages et transgression de termes résolue le 5 février 1449,. En 1451 on remettait un impôt de 9 000 Maravédis.
1458 Diego González de Guevara fondait un hôpital à la ville. La même année Pedro Fernandez a créé un droit d'aînesse par lequel ses titres et possessions seraient toujours hérités par le plus grand fils (homme donc).
Après le décès de Pierre II en 1470, lui a succédé dans la seigneurie son fils Pedro Fernández III de Velasco, celui qui sera nommé en 1473 sixième connétable de Castille par Henri IV.
Le 16 mai 1476 on décrète que les juifs étaient aussi obligés de payer les derramas (sorte de tribu) que fixerait le conseil et que le boucher de l'aljama pouvait nourrir son bétail dans la zone de Dondón comme il le faisait.
Au début de 1484 dans les Cortes générales de la Couronne d'Aragon, convoquées par les Rois Catholiques à Tarazona, on a montré des plaintes pour les péages qui étaient perçus des ponts sur les rios Tirón et Ebre à Haro, dont les bénéfices étaient destinés pour la réparation elle-même de celui-ci. On a supprimé celui de Tirón et on a modifié celui de l'Ebre pour qu'on perçoive seulement un maravedí aux cavaleries qui passeraient chargées et aux autres, rien, en devant consacrer à la ville ce qui est rassemblé pour le maintien en bon état du pont.
De nouveau on interdisait l'importation de vins de Navarre entretemps il y en auvait à Haro, Navarrete et Briones.
Un recensement effectué indiquait que la ville disposait 32 hidalgos, 263 pecheros, 7 ecclésiastiques et 5 pauvres.

## Ère moderne

### Expulsion des juifs
Pierre III meurt en 1492, et lui succède Bernardino I Fernández de Velasco, qui sera premier Duc de Frías. Une des premières questions qui a dû être résolue à Haro, a été l'expulsion des juifs en mars. Depuis le règne d'Henri de Trastamare qui a été persécuté pour avoir été fidèle à son frère Pierre Ier le Cruel. C'était un état de confrontations permanentes entre chrétiens et juifs. En 1455 il y a déjà eu à Haro une première tentative d'écartement des juifs, ratifié en 1464, raison pour laquelle à cette époque ils ne restaient seulement que 48 familles en ville. Avec l'expulsion, ses propriétés ont été abandonnées, et le conseil a installé 40 nouvelles familles dans la rue de la Mota à condition qu'ils se chargent de ces propriétés. Les conditions de règlement n'ayant pas été accomplies le comte a dû résoudre un procès.
À cette époque on a augmenté le nombre de maires à deux, faisant foi de juges. On a réparé l'ermitage de la Vega et il y a eu des procès de limites avec Cuzcurritilla.
Bernardino décédant en 1512 sans descendance masculine, son frère Íñigo Ier Fernández de Velasco lui a succédé dans le comté.

### Soulèvement des communards
En 1520 les habitants de Haro ont déclaré pour les communautés (mouvement qui opposaient les classes basses contre ses seigneurs), s'élevant pour la première fois contre les privilèges du comte de Haro, qui était co-régent du royaume à ce moment, et les abus des commerçants flamands de Charles Ier. Le comte s'est fait obéir, en interdisant les réunions du Conseil Général et les vacarmes sans effusion de sang. Iñigo passait de longs séjours dans son palais de Haro, et en 1521, le cardinal Adriano d'Utrecht, qui accompagnait le gouvernement (il sera nommé pape de l'Église catholique romaine un an plus tard) était de passage dans la ville. Il est aussi possible que la reine Jeanne Ire de Castille soit également passée par cette ville, car on sait qu'elle a été à Casalarreina pour améliorer ses douleurs.

### Relative tranquillité dans la ville
En 1524 a été restitué l'impôt qui était perçu pour la maintenance des ponts et de ce qui avaient été saisis par les connétables.
Il y a eu une concorde avec Anguciana et des procès avec Briones et Miranda de Ebro, en y ayant une provision de la Chancellerie de Valladolid en faveur de Haro pour résoudre ce dernier.
Íñigo décédant, succède son fils Pedro IV Fernández de Velasco, qui se marierait avec sa cousine Juliana Ángela de Velasco. Celle-ci avait acheté la seigneurie de San Vicente de la Sonsierra, et l'apporte au mariage. Ainsi San Vicente a été agrégé à ville de Haro pendant des années, jusqu'à ce soit gagnée en procès par les comtes de Castilnovo, héritiers des biens personnels de Juliana Ángela.
On a projeté de construire une nouvelle maison du conseil place de San Martín, sans succès. on a acheté des maisons dans la place Saint-Thomas pour le conseil. On a créé une place municipale d'enseignant de premières lettres, on a supprimé les jurys et les huissiers s'y sont établis. On a disposé que des manœuvres et sarmentiers ne portent pas plus de un réal (monnaie). On a interdit de porter des armes offensives et de défense sauf si on parcourait les rues avec des chandelles. On a interdit de piler du lin près des clôtures et des bornes. On a évalué les outils de potier. Il y avait des couvre-feu, à neuf heures en hiver et à dix heures en été. N'étant pas frontière avec la Navarre et sans risque de guerre, on a labouré des terrains aux pieds des montagnes. les vendanges s'effectuaient après la fête de San Miguel (29 septembre).
Le conseil était composé de deux maires ordinaires, deux des yunta, deux d'hermandad, cinq régisseurs et un merino de prison. le 15 janvier 1536 le Conseil royal de Castille a fait une provision pour que ni les maires, ni ses fonctionnaires puissent exercer une juridiction hors de cinq Lieue de leur résidence officielle.
Le 21 juillet 1553 il y a eu un exécutoire sur le procès existant avec Casalarreina pour des questions de limites.
Pierre IV décède en 1559 sans descendance masculine, et son neveu Íñigo II Fernández Velasco héritera du mayorat. Il arrivera à être gouverneur de Milan.
En 1561 il y a un nouveau procès avec Casalarreina par des répartitions. En 1568, la ville intente un procès contre Iñigo II sur la juridiction, dû au fait que le conseil voulait être libre de faire les nominations de maires, quand le connétable disait qu'il revenait au seigneur de Haro de le nommer, même si le conseil proposait les noms. Le procès a été gagné par la ville le 25 juin, avec un exécutoire de la Chancellerie de Valladolid, bien que les problèmes sur cette question continuent.
En 1565, on inaugure un nouveau bâtiment du conseil, auquel on interdit porter des armes. 

En 1566 a été sorti probablement à la Vierge de la Vega dans une procession, probablement pour demander que l'épidémie de peste évite la ville. 

En 1569 il y a eu une bonne grêle.

En 1568 on a porté le deuil pour le décès de la reine et du Prince Carlos de Habsburgo.

En 1571, la ville comptait 500 habitants, 600 en comptant les villages annexes.

En 1585, décède Íñigo, et arrive Juan Fernández de Velasco y Tovar. En 1592 Philippe II d'Espagne visite Haro et on gardera le deuil à la ville après son décès en 1598.

Vers 1590 a commencé la construction d'un nouveau pont sur la rivière Tirón.

En 1591 le nombre d'habitants est descendu à 376, atteignant, avec les peuples annexes, à 514.

En 1599 il y eut de nouveau la peste.

### XVIIesiècle: augmentation de la ferveur religieuse

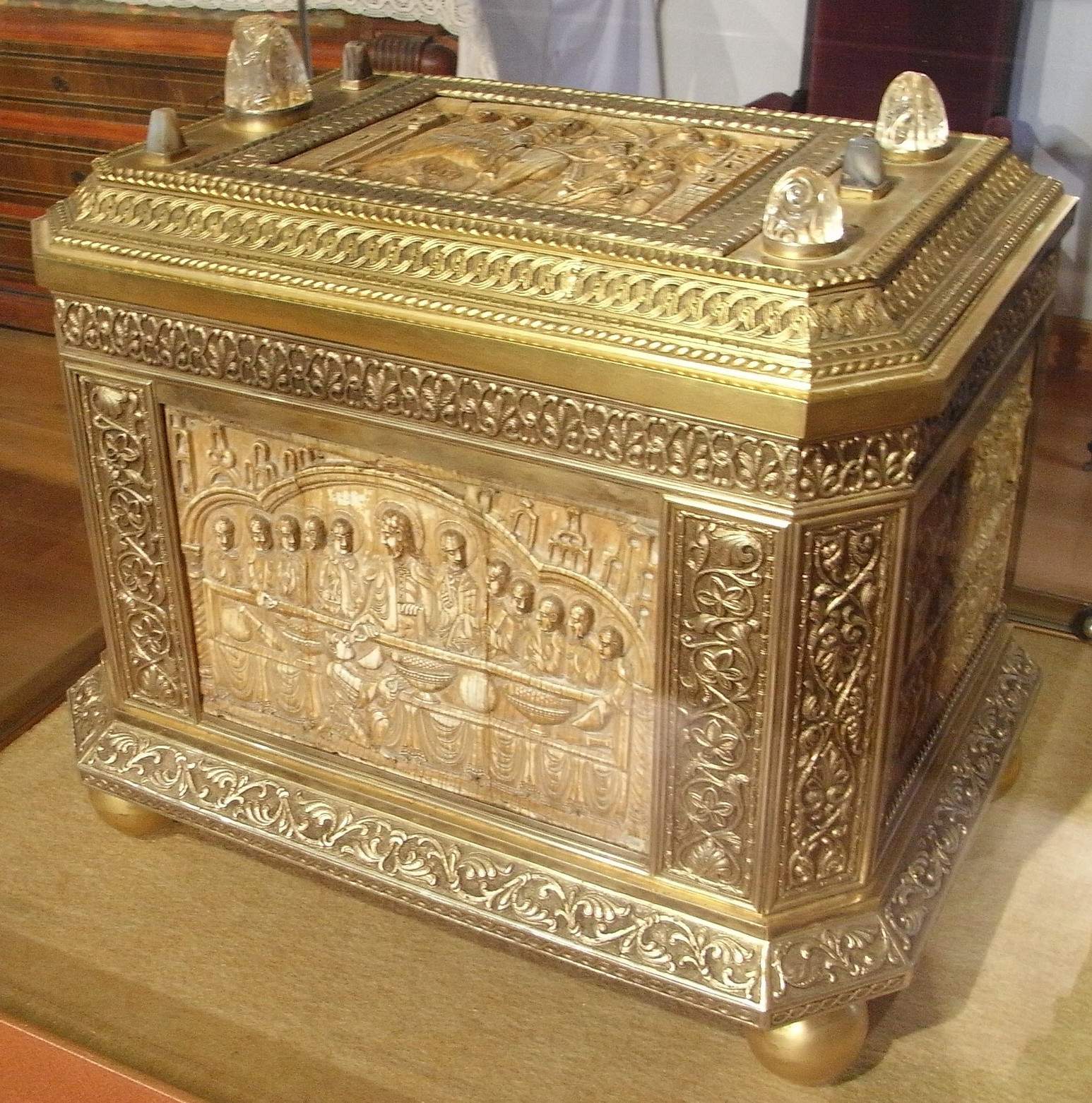
Coffret de San Felices de Bilibio avec ses ivoires précieux au monastère de San Millán

En 1605 on a effectué le transfert d'une relique de San Felices depuis le monastère de San Millán de la Cogolla.

En 1609 on a permis le marché franc de mardis.

En 1613 prise en charge du comte de Haro par Bernardino II Fernández de Velasco après le décès de son père. Juan de Mongastón s'établit à Haro, où il travaillera dans une imprimerie. Le plus ancien document que l'on possède, est une facture remise à la mairie en 1627 dans lequel on sollicite le paiement d'un tiers des 48 ducats annuels qui stipule percevoir par les services au conseil. Joaquin Cegarra suppose que l'imprimerie était déjà établie dans la ville au XVIe. Le premier livre aurait été publié en 1631.
En 1628 on a commencé à construire la tour de la paroisse de Saint-Thomas et en 1648 les arcs de l'orgue.

On a fondé l'ermitage Santiago pour la confrérie des hidalgos, qui comptait 172 membres entre Haro et Briones.

En 1637 on a séparé de la ville la localité de Briñas. La même année on a la certitude que les connétables ont visité la ville.

La vie du couvent de San Agustín et de l'hôpital Madre de Dios était très active.

En 1641 la confrérie de la Vierge de la Vega a été fondée.

Le 31 janvier 1644 on nommait San Felices patron de la ville.

En 1646 le village s'est opposé à la fondation d'un collège de la Compagnie de Jésus, pour des raisons qui ne sont pas connues.

Après plusieurs procès entre les années 1671 et 1679, Casalarreina est parvenu à se détacher de Haro.

En 1659 dans la paroisse de Santo Tomás on a construit l'autel de ánimas. En 1667 les vitraux de l'autel mayor. En 1671 on a terminé la tour et la grille. En 1690 ont été vendues des sépultures et en 1696 on construisait le garde-corps du côté du château.

En 1663, après que la ville a fait un nouveau procès au connétable Íñigo III Fernández de Velasco pour la nomination des maires et régisseurs, la chancellerie de Valladolid a rendu la sentence en faveur du connétable. La même année Diego Ruiz a fondé un hôpital qui a fusionné avec celui existant déjà.
De cette époque, Hergueta dit qu'a été récolté à Haro 54 538 cántaras, de vin, presque tous blanc et que la ville soutenait six soldats de Tercio. Il dit aussi qu'en 1659 on a mis de nouveaux décrets, qui seront changés en 1693.
En 1672 et 1681 on sait qu'on a sorti la Vierge de la Vega dans une procession.
De cette époque il y a des documents qui indiquent que dimanche de Quasimodo (dimanche suivant Dimanche de Résurrection), avait lieu la festivité de l'ermitage de Nuestra Señora de la Puente del Ebro (Notre dame du Pont de l'Ebre). on a construit un grenier à blé et un "coffre de miséricorde" qui prêtait du blé aux agriculteurs quand ils passaient par des pénuries, par exemple en 1688 après une grande grêle.
On a commencé la construction de l'ermitage de Notre-Dame de la Vega, qui se tramina en 1691, dans l'inauguration duquel il y a eu des taureaux. Pendant ces travaux, la statue de la Vierge avait été transférée à la paroisse de Santo Tomás.

### L'illustration
En 1701 a commencé la guerre de Succession espagnole, dans laquelle s'affrontaient Philippe V, nommé roi d'Espagne par le testament de Charles II, et l'archiduc d'Autriche Charles qui alléguait des droits à la couronne espagnole. Haro soutient Philippe V et a apporté cinquante volontaires à la guerre. En 1710 elle a juré fidélité, en faisant valoir cette même année à la ville à son conjoint, la reine Marie-Louise Gabrielle de Savoie et à son fils Louis dans le palais des Salazar, Philippe V, pour correspondre, a accordé à la ville par le titre de Très Noble et Très Loyale.
Le 17 mars 1703 on a décidé d'élargir le récemment reconstruit ermitage de la Vega, se terminant en 1711, quand il a été commencé avec la coupole. On a aussi effectué des ajustements dans l'église de Santo Tomás et on a décidé de construire un ermitage à San Felices. le 18 juin 1717, les tours de l'église de Santo Tomás ont été détruites par la foudre et a été construite une nouvelle. On a ouvert une souscription publique pour faire un autel à Santa Bárbara dans cette église, récoltant plus d'argent que prévu. En 1726 on construisait l'autel de San Ramón Nonnato.
En 1719, après l'augmentation du nombre de vignes, les moissonneurs de La Rioja se sont unis pour vendre leur vin au Pays basque.

En 1776, on arrangeait un œil du pont sur la Tirón et en 1780 on élargissait le pont de pierre.

En 1778 la maison du conseil se terminait et un recensement de 1779 comptait 521 habitants.

En 1780 les habitants de la ville labouraient de nombreuses terres communales, en rébellion contre le conseil. En 1781 on cédait un terrain communal à la basilique de la Vega.

En 1788 on constituait une société de moissonneurs de La Rioja.

En 1791 on construit la source de San Agustín.

## Histoire contemporaine
Les troupes françaises sont entrées facilement dans la péninsule, parce qu'elles venaient comme alliées de l'Espagne pour une guerre contre le Portugal, c'est pourquoi au début elles n'ont pas trouvées de résistance. Le 8 août 1794 l'état d'alerte se déclare après l'arrivée des troupes françaises à Miranda de Ebro, divisant en Haro peu après. Elles sont restées à la ville jusqu'à ce qu'elles aient dû évacuer la région après la bataille de Vitoria en 1813.
En 1799 on a labouré de nouvelles terres.

Un recensement effectué le 15 avril 1801 indiquait la présence de 1011 habitants d'état plat, 178 d'état noble, 26 ecclésiastiques et 41 veufs.

En 1803 on a fondé la Maison de Charité. Cette même année on a établi les normes qui devaient régir le personnel de la basilique de la Vega. Dans cette dernière on a construit la chaire du côté de l'Évangile en 1804 et on a acheté un orgue en 1806.

En 1807 on a fait le premier "clisé" pour l'impression d'estampes en série.

### Guerre d'Indépendance
En 1808 a commencé la guerre d'Indépendance espagnole. Les Français avaient une garnison à Haro et pour éviter des surprises ont encerclé la ville des palissades, en plus de fortifier la colline de Santa Lucía. Ils ont aussi détruit plusieurs ermitages, ont occupé le couvent de San Agustín et ont contribué avec son exemple à l'apparition des prémices de manque de religion. le 4 septembre 1808 Joseph Bonaparte a été à la ville, frère de Napoléon et auquel celui-dernier avait mis à l'avant de l'Espagne. Pendant la guerre se sont déroulées plusieurs attaques à Haro, parmi elles celle perpétrée le 8 août 1809 par les départs unis de Cuevillas et frère Jacobo Álvarez, lesquels ont incendié le couvent où s'abritaient les français. Il faut souligner aussi l'attaque de la ville du départ du frère Constantino Domínguez, qui a imposé une contribution et a porté des alhajas aux temples.
À ces dates on construit le cimetière de Santa Clara.
En 1810 Joseph Bonaparte a réorganisé le territoire, formant le parti judiciaire de Haro, qui était inclus dans la province de Burgos.
En 1811 Bernardino V a pris la seigneurie dont il n'exercera jamais, les seigneuries étant abolis en 1812. Bien qu'il soit de filiation libérale, il a essayé de l'exercer et a réclamé judiciairement les alcabalas.
La guerre terminée en 1813, les fortifications construites par les français ont été détruites et a commencé la période de la restauration absolutiste, dans les débuts duquel on a ordonné de restituer aux contrôleurs leurs couvents, les augustins y retournant. On a aussi restauré la basilique de la Vega et son orgue.

### Guerres carlistes

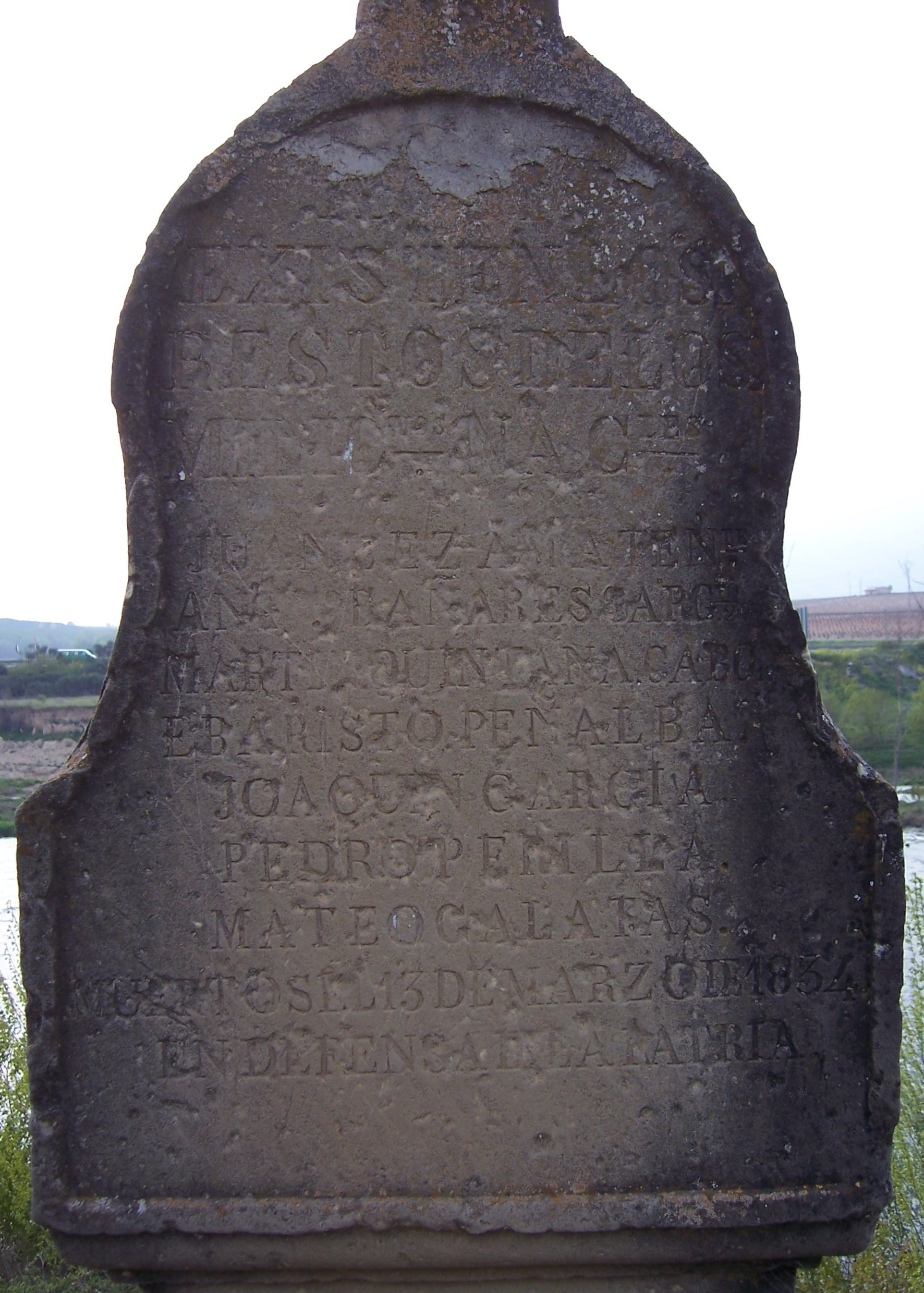
Cénotaphe en souvenir des libéraux morts durant la Première Guerre Carliste.

Après la mort du roi Ferdinand VII en 1833 on a créé le 30 novembre de la même année la province de Logroño, cessant d'appartenir administrativement à la province de Burgos et étant constitué de Haro comme un des 9 partis judiciaires desquels on divisait la nouvelle province, comprenant 30 villages, avec 5 326 habitants et 20 390 âmes. On a nommé le premier juge de première instance de la ville. Une guerre pour la succession a commencé, connue comme la première Guerre Carliste, entre des partisans de la fille du roi décédé Ferdinand VII, Isabelle II et ceux de Carlos María Isidro de Bourbon, oncle de celle-ci.
À cette époque à la ville ont été divisées successivement les Milices Nationales, Carabiniers et un régiment de cavalerie, qui par la suite se transfère à Burgos.
Les deux premiers mois ont dominé à la ville de Haro les partisans de Carlos, mais ont été expulsés de celle-ci par les troupes de Pedro Sarsfield. Haro se trouvant dans le pouvoir des partisans d'Isabelle II, on a formé une milices urbaines. Une de ses premières actions a été de vouloir combattre les carlistes qui occupaient la zone proche au monastère de Herrera commandées par Basilio García, le 13 mars 1834, la milice urbaine est allée à Herrera pour attaquer les carlistes, mais ont été battus, courant dans leur fuite jusqu'à l'Èbre. Certains se sont dissimulés entre les travailleurs des terres, d'autres sont parvenus à traverser la rive droite de l'Èbre par le pont de Briñas et les plus malheureux ont péri dans la lutte aux alentours de ce pont. En leur mémoire on a érigé un cénotaphe dans ce lieu, connu comme le panthéon des libéraux. Le 6 septembre 1834 les troupes carlistes, après avoir détruit plusieurs villages de la montagne riojanne ont essayé d'entrer à Haro, en représailles.
Des troupes libérales logeaient à Haro, provoquant des dommages à la ville et aux alentours, puisqu'ils ont incendié l'ermitage de Toloño et ont profané des églises, en voyant le curé Aranzadi de Ciriaco s'enfuyant après avoir protesté.

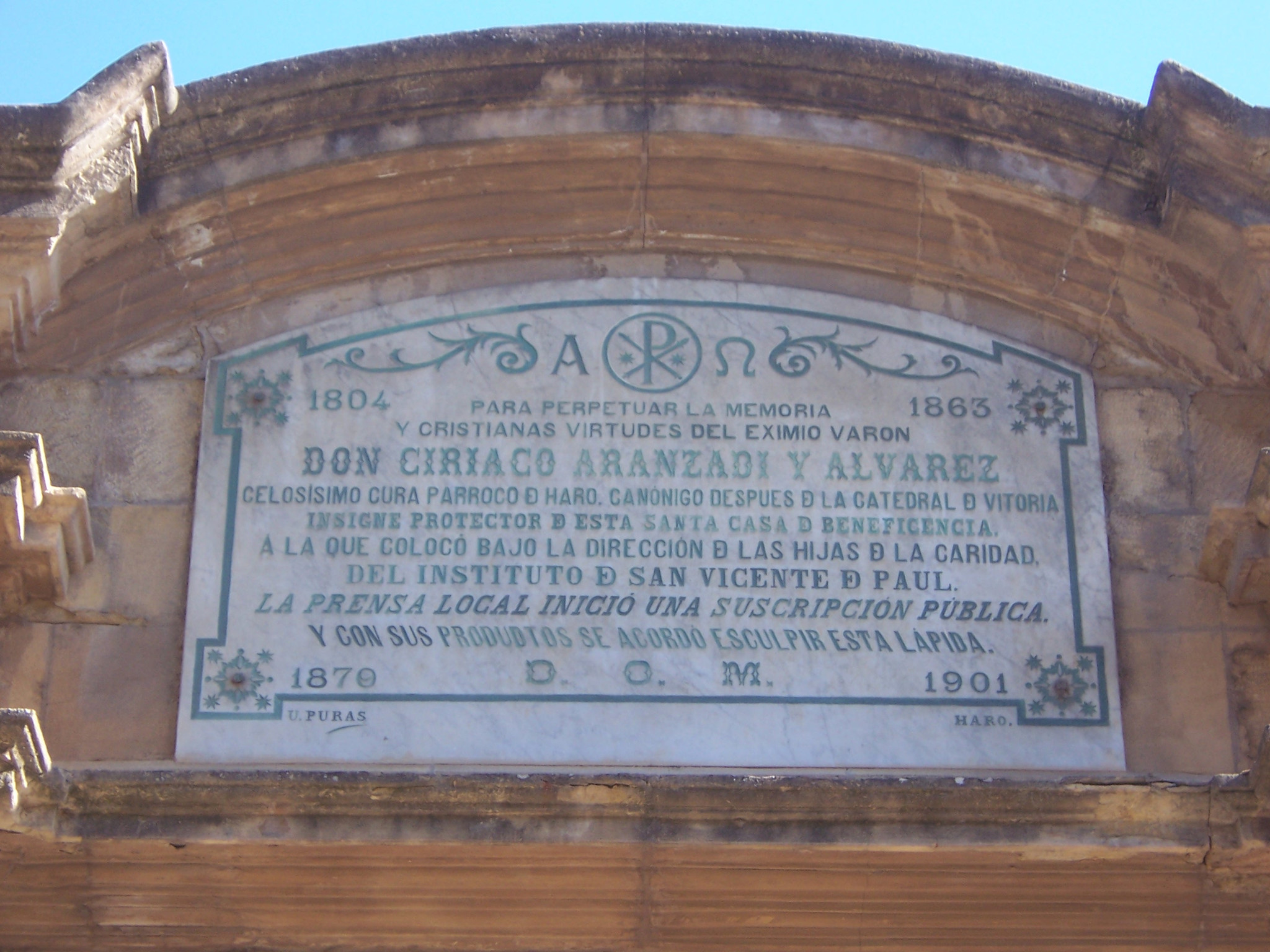
Place en mémoire de Ciriaco Aranzadi. Curé de Haro et protecteur de la maison de Bienfaisance.

On a fait les nombreuses fortifications. Sont fréquemment arrivé à être entouré en Haro huit bataillons et le quart général de la ligne de l'Èbre, en hébergeant Espartero, chef suprême de ce qui est libéraux, à ville.

En 1844 Haro a résisté au meneur libéral Martín Zurbano, en contribuant à sa défaite définitive.

À la fin de 1838 les recensements reprenaient 4 979 habitants, un autre de 1842, 5 218 habitants et un troisième effectué en 1844, 5 928 habitants

Ces années on a fixé le paseo de la Floride, l'espolón sur la blanchisserie et la promenade du Terrero entre autres.

Le couvent des Augustins a été déclaré Bien National et son ancienne église, a été habilitée par la mairie comme théâtre municipal en 1841.
En 1848, ont été commencés des trottoirs et évacuations des eaux usées.
Plaque en mémoire de Ciriaco Aranzadi, curé de Haro et protecteur de la Maison de Bienfaisance.

Entre 1851 et 1852 on a amélioré le pavage de la localité avec les villages environnants.
En juillet 1854 on a fait un appel à l'inscription dans les milices libérales, en accord avec l'Assemblée Armement et Défense de la ville, vendant la mairie et quelques baux pour les équiper. Cette année on installe la source de San Agustín et le pont de Briñas.
Selon Domingo Hergueta, vers 1854 les partis de Haro récoltaient quatre millions de cántaras de vin, 1,1 million de fanègues de blé, 700 000 fanègues d'orge, 50 000 fanègues de haricots (considérées de classe supérieure parmi celles cultivées dans la péninsule) et autant de fèves. Une partie de cette production était exportée au Pays basque et en France. Il y avait une grande production de poivrons, qui étaient vendus à Burgos et Vitoria. Le marché était un des meilleurs de Castille et versait hebdomadairement entre 8 000 et 10 000 fanègues de blé. La plus grande partie du transport de marchandises se faisait par traction animale, Haro a été un point stratégique, puisqu'elle était choisie comme lieu de repos après une journée de transport de poisson frais du golfe cantabrique, étant considéré comme un port sec depuis lequel il était distribué dans un vaste rayon. Il y avait quatre fabriques de tannages, quatre de poterie, deux de bain blanc, une de spiritueux, quatre d'eau-de-vie fine et une saline située à Herrera, d'où on extrayait 10 000 fanègues par an.
On projette de faire un nouveau cimetière en 1855. Cette même année on effectuait des gestions pour que passe un chemin de fer Madrid-Irun, bien que le 3 juin soit approuvée la ligne qui passera par Vitoria, les négociations considérant plus nécessaire l'implication de la ville ont été menées. On modifie finalement le trajet mais pour qu'il passe par Miranda de Ebro.
Le 2 mai 1858 il y a eu un très forte gelée qui a engendré la perte de tous les arbres et de la récolte de vin.
En 1860 on construit une école d'adultes et l'année suivante une école gratuite.] Après la confirmation de la donation du couvent de San Agustín à la mairie, on ouvre de nouveau le théâtre, réparant en 1860 son entrée. En 1862 on construit une boucherie.
La ville a été incluse dans le trajet ferroviaire Tudela-Bilbao, la ligne commençant à être construite en 1859. On a fait un projet pour que la gare se situe au pied de la ville, mais sera finalement construite avec le quartier des entrepôts. Le 18 mai 1863 on a inauguré le tronçon Miranda-Haro (18 km) et le 31 août de la même année on a inauguré le tronçon Haro-Castejón (127 km). En 1863 les hôpitaux a été déclaré aussi de fondation particulière, contractant le 16 juin les services des Sœurs de la Charité de Saint Vincent de Paul, et transférant la même année au second étage du couvent de San Agustín, sous laquelle on établira la Maison de la Charité par cession de la mairie. L'ancien bâtiment de l'hôpital est mis à la disposition du conseil qui le consacrera à plusieurs utilisations.
Après la destruction presque totale de l'ermitage de San Felices, utilisée comme poudrière pendant la guerre, on en inaugurait un nouveau le 27 juin 1864.
En 1865 on transfère la foire de juin au 30 mai et de celle de San Matías au 1er avril. Cette même année on crée une société récréative avec le nom de Unión Artesana.
En 1866 plusieurs harenses (habitants de Haro) décédaient dans le combat de El Callao arrivé au Pérou. On changera en 1982 le nom de l'actuelle place face à la tour médiévale Juan García Gato par la place du Callao.
1867 un orchestre municipal se crée. On arrange la grande place en 1868. On commence la Floride Nueva en 1870, coupant les arbres le 15 janvier. On fait de nouveau des travaux dans le pont de Briñas en 1871.
Le 9 mai 1870 on a découvert à Miranda de Ebro une conspiration carliste, formant fin juillet un départ de 400 hommes de Torrecilla, Santo Domingo de la Calzada et Haro, qui affrontera les carlistes, mettant en échec et les faisant prisonniers jusqu'à l'amnistie du 16 août, où ils seront libérés.
En 1872 on ouvre un institut d'enseignement secondaire, qui sera fermé deux ans plus tard, créant un nouveau collège.
En mai 1873 troupes carlistes dirigées par Dorregaray, ont essayé de passer de San Vicente de la Sonsierra vers Briones pour entre autres essayer de prendre Haro. Ils seront rejetés par les libéraux de Briones, ce pourquoi ils n'ont pas obtenu de résultats. En août de la même année il y a eu une autre incursion envoyée par Urbina, qui, en s'approchant de Haro, a été tenue en échec par une colonne de 180 volontaires, leur faisant traverser l'Èbre sans avoir provoqué beaucoup de pertes.
Le 14 août 1874 les carlistes de Benito Vitores, avec un sergent et dix hommes, sont entrés dans la gare de Miranda et après avoir emprunté une machine, celle possédant le télégraphe et a parcouru avec elle 39 km, jusqu'à Cenicero, en détruisant la ligne de télégraphe en territoire qui lui était hostile, entre plus de 14 000 libéraux qui composaient l'armée de la région.
Une partie carliste envoyé par Barrionuevo Bénin a opéré près de Briñas, en faisant des incursions et en bloquant les communications. Le 25 mai ils ont effectué une incursion osée dans laquelle ils sont parvenus à traverser l'Èbre, au prix de la perte de la cavalerie et d'une partie de l'infanterie.
Le 2 août 1875 le chef carliste Rafaël Álvarez tenta de faire avec Haro, mais n'est pas parvenu à passer Labastida, en étant arrêté dans l'Èbre.
Le 2 mars 1876, trois jours après que Carlos entre en France, se rendit le fort La Población, dernière place de la région en pouvoir carliste.

### Monarchie libérale
Pendant la Restauration bourbonienne en Espagne la mairie a été dominée par des personnes d'ombre libérale, bien qu'il ait existé un fort divisé un traditionaliste qui avait un local social appelé Cercle Jaimista.
En 1876 on a commencé à construire une blanchisserie, qui a été inauguré le 23 mai 1877 et au jour suivant la Source du Maure.
Dans la décennie 1870 les phylloxéras s'est étendu par la France, provoquant que quelques familles françaises cherchent des lieux plus appropriés où continuer la culture des vignes. Plusieurs ce ont choisi Haro, en achetant des vignobles et en important des techniques de Bordeaux. De cette façon en 1877 ont commencé à être construits des entrepôts industriels qui ont donné une grande impulsion économique à ville.

En 1878 on fait le projet de captage d'eaux souterraines El Estanque, pour la fournir dans de nouvelles sources publiques qui seront inaugurées En 1879 on met à la retraite le dernier enseignant de Latin.
En 1880 on inaugure la gare de chemin de fer.
En 1882 on approuve un projet de réforme du théâtre.
Le 25 mars 1883 on installe le premier téléphone de la ville. La même année on inaugure une école d'adultes et une arène en bois qui est inaugurée dans des festivités de septembre. En 1886 cette place sera remplacée par une d'usine.

Le 2 juin 1886 on inaugure les arênes de Haro. Cette année la cántara de vin était vendue à 5 pesetas.

1887 on fonde un orphéon. Le 1889 on construit une monument aux libéraux décédés dans la guerre carliste et il est placé dans la Floride, avec le nom panteón de los liberales.

En 1888 les religieuses des Siervas de Jésus, commencent à s'occuper des soins de la population.

En 1890 on conclut l'extension du pont sur la rivière Tirón. La même année on installe la lumière électrique dans les rues.

#### Titre de la cité
En 1891 la reine régente María Cristina accorde à la ville la reconnaissance de villa. Le décret a été obtenu par les bons offices du Sénateur à vie Leon López Francos, plus connue comme marquis de Francos et on indiquait les raisons qui menaient à cette reconnaissance par l'augmentation de leur population, le développement de leur agriculture, l'industrie et le commerce, et son adhésion constante à la Monarchie Constitutionnelle,.
En 1892 on inaugure la gare œnologique, une succursale de la Banque d'Espagne et est réglementée l'école des arts et métiers.

Le 29 décembre 1893 on inaugure le nouveau cimetière, en fermant celui de Santa Lucia.

En 1894 on commence à construire une route de circonvallation qui serait ouverte au trafic en 1903. En 1895 on commence à asphalter les rues et on place une source dans la place de la Paix (plaza de la Paz).

Le 6 décembre 1896 on met en fonctionnement une fondation de bienfaisance appelée La goutte de lait (La Gota de Leche), soutenue par de nombreuses personnalités.

Entre 1901 et 1902 le phylloxéra a affecté tous les vignobles de la ville, provoquant la substitution ou l'implantation de greffes avec des variétés de vigne résistantes à la peste.

En 1901 on met des trottoirs dans presque toutes les rues qui ne les avaient encore pas.

En 1902 la Maison de Charité est déclarée centre bénéfique de caractère particulier. Le 20 juillet on a formé une Communauté d'Agriculteurs, afin d'aider et améliorer les domaines, établissant un Corps de Gardes de Domaine.

En 1903 les mères franciscaines de l'Enseignement ouvrent un collège. Le 15 septembre 1904 on met en marche l'école de párvulos de la Fondation Larrea, dont se chargeaient les sœurs de la Charité de la Maison de Charité. En 1908 on a inauguré le Théâtre Landa (propriété privée), que subira un incendie en 1917.

En 1915 l'hôpital Mère de Dieu est transféré à un nouveau bâtiment.

Le 9 juillet 1916, on inaugura la ligne de voie étroite qui unissait Haro avec Ezcaray et dont le train sera connu comme le Bobadilla.

En 1918, la ville a subi les effets de la grippe, la pandémie connue communément comme grippe espagnole, obligeant à clore les centres d'enseignement.
Après 1923, on a construit un Somatén armé, qui a duré peu de temps.
Le 14 octobre 1925 est passé par la ville Alphonse XIII sans s'y arrêter.
Le 26 octobre 1926, on pose la première pierre du Fronton Carrasco.
En 1927, on réforme à nouveau le Théâtre Bretón, qui est ouvert à nouveau le 4 février 1929.
Le 25 mars 1928, on pose la première pierre d'un couvent et d'un collège de l'Ordre de Notre Madame ou Collège de l'Enseignement.
Fin 1929, on commence l'installation de l'eau courante.
En 1930, on construit la place de la Paix, en enlevant la source et en mettant un kiosque à musique entouré de jardins.

### Seconde République
La Seconde République espagnole a passé entre le 14 avril 1931 et le 1er avril 1939.
On a constitué à Haro une mairie républicaine qui a dû seconder certaines des mesures anti-religieuses générales, puisque le 15 septembre il y a eu une grande manifestation catholique de protestation.

En 1931 on déclare l'église de Santo Tomás monument national, on construit de nouveaux bâtiments pour les écoles et on a ouvert une école élémentaire de travail. Le 15 septembre 1933 on ouvre un institut d'enseignement moyen en remplacement des écoles de la Fondation Larrea, et qui occupe le même bâtiment.

En 1932 on a essayé l'assaut au Cercle Jaimista et une grève générale.

En 1934 on a délibérément incendié une porte de la basilique de la Vierge de la Vega, provoquant un scandale général. À la fin de la même année on a essayé d'assaillir la garnison de la Garde civile.

### Dictature du général Franco
Le 16 janvier 1964, il y a eu le dernier voyage du chemin de fer Haro - Ezcaray.
En 1975, on déclare l'ancien casque Conjoint historico-Artistique,.